# Trigonomma
Trigonomma is een vliegengeslacht uit de familie van de halmvliegen (Chloropidae).

## Soorten
- T. fossulata (Loew, 1863)